# باران (فیلم ۱۹۳۲)
باران (انگلیسی: Rain) فیلمی در ژانر درام به کارگردانی لوئیس مایلستون است که در سال ۱۹۳۲ منتشر شد.

## بازیگران
- جوآن کراوفورد
- والتر هیوستون
- ویلیام گارگان
- بولا بوندی
- گای کیبی
- والتر کتلت